# Superpuchar Białorusi w piłce siatkowej mężczyzn (2017)
Superpuchar Białorusi w piłce siatkowej mężczyzn 2017 – pierwsza edycja rozgrywek o Superpuchar Białorusi rozegrana 7 października 2017 roku w kompleksie sportowym MAPID w Mińsku. W meczu o Superpuchar udział wzięły dwa kluby: mistrz Białorusi w sezonie 2016/2017 - Szachcior Soligorsk oraz zdobywca Pucharu Białorusi 2017 - Stroitiel Mińsk.
Pierwszym zdobywcą Superpucharu Białorusi został klub Stroitiel Mińsk.

## Drużyny uczestniczące
| Drużyna             | Osiągnięcia w sezonie 2016/17 |
| ------------------- | ----------------------------- |
| Szachcior Soligorsk | mistrzostwo Białorusi         |
| Stroitiel Mińsk     | zdobycie Pucharu Białorusi    |

## Mecz
7 października 2017

17:00 (UTC+3) - Kompleks sportowy MAPID, Mińsk - Widzów: 500
Czas trwania meczu: 113 minut
| Ś                      | 1  | Arciom Kudraszou     | 1  |
| A                      | 6  | Siarhiej Akulicz     | 14 |
| P                      | 7  | Dmytro Szorkin       | 12 |
| Ś                      | 8  | Alaksiej Kamar       | 10 |
| P                      | 10 | Niklas Seppänen      | 15 |
| R                      | 21 | Aleksiej Kurasz      | 2  |
| L                      | 11 | Stanisłau Zabarouski |    |
| Zmiany                 |    |                      |    |
| Ś                      | 13 | Iłla Burau           | 4  |
| P                      | 17 | Artur Sabynicz       |    |
| A                      | 18 | Kiriłł Kubar         | 4  |
| Nie weszli na boisko   |    |                      |    |
| R                      | 2  | Aleksiej Gustyr      |    |
| P                      | 9  | Anton Sinhajeuski    |    |
| P                      | 16 | Michaił Kosacz       |    |
| Trener                 |    |                      |    |
| Aleksandr Singajewskij |    |                      |    |

| STR | Statystyki  | SZA |
| 3   | SETY        | 1   |
| 98  | MAŁE PUNKTY | 81  |

| P                    | 4  | Andrej Radziuk      | 11 |
| A                    | 5  | Uładzimir Żykhimont | 9  |
| Ś                    | 9  | Andrej Pratasienia  |    |
| R                    | 12 | Arciom Horiemykin   | 4  |
| Ś                    | 13 | Eduard Wienskij     | 11 |
| P                    | 17 | Oleg Chmielewskij   | 6  |
| L                    | 1  | Maksim Budziuchin   |    |
| Zmiany               |    |                     |    |
| A                    | 2  | Witalij Bondar      | 5  |
| P                    | 7  | Juryj Martynau      | 5  |
| Ś                    | 8  | Wiaczasłau Szmat    | 2  |
| Ś                    | 11 | Jauhien Wojnau      | 4  |
| R                    | 18 | Jarosław Priszmont  |    |
| Nie weszli na boisko |    |                     |    |
| P                    | 10 | Artur Drapczinskij  |    |
| L                    | 14 | Andriej Marczenko   |    |
| Trener               |    |                     |    |
| Wiktar Bieksza       |    |                     |    |